# Modra
Modra (německy Modern, maďarsky Modor,) je město na jihozápadním Slovensku v okrese Pezinok. Město je jedním z center malokarpatského vinařství. Žije v něm přibližně 9 300 obyvatel.

## Historie
Přesná doba vzniku Modry není známa. Počátky možného osídlení zdejší oblasti spadají do 9. století, do doby rozkvětu Velkomoravské říše. Po příchodu Maďarů do Panonie v 10. století se zdejší oblast stala součástí Uherského království. Za nejstarší hodnověrný písemný pramen, v němž lze nalézt zmínku o obci Modra, je třeba považovat listinu Bély IV. z roku 1256, v níž jsou uvedeny hranice pezinského katastru. Nejstarší vymezení katastrálního území Modry je známo z listiny krále Ladislava IV. z roku 1287.
Další písemné prameny pocházejí až z počátku 14. století, z období, kdy Modru vlastnil Matúš Čák Trenčanský. Do této doby spadá i první zmínka o modranském vinařství. Po smrti Matúše Čáka připadla Modra opět královské koruně. Proto ji mohl Ludvík I. coby poddanskou ves darovat někdy před rokem 1345 své matce Alžbětě Lokýtkovně a posléze jako věno své druhé manželce Alžbětě Bosenské, dceři bosenského bána Štěpána II. Kotromaniće. V roce 1361 obnovil Ludvík I. městu Modra jeho městská práva vydaná již dříve. V letech 1388–1436 vlastnil město polský šlechtický rod Štibořiců a následně rod Orságů z Guty (1437–1569). Poté, co vymřeli po meči, dostalo se město opět do majetku královské koruny. Z toho titulu mu v roce 1569 císař Maxmilián II. udělil privilegia svobodného města.
V roce 1607 získala Modra od císaře Rudolfa II. statut svobodného královského města, čímž stoupl její význam. Proto byl v letech 1610 až 1646 vybudován systém opevnění s třemi bránami. Část opevnění a tzv. horní brána se zachovaly dodnes. V 17. a 18. století zaznamenalo město období největšího hospodářského a kulturního rozkvětu. Středoevropský význam získala od 18. do raného 20. století zdejší keramická výroba, fajáns s charakteristickou pestrobarevnou štětcovou malbou, stylově řazená k habánské keramice. Je zastoupena v mnoha českých a slovenských muzejních sbírkách a opěvuje ji například básník Jaroslav Seifert slovy Krásná jako kvítka na modranském džbánku je ta země, která vlastí je ti. Od roku 1883 se zde vyrábí tradiční modro-bílá keramika.
Svobodným královským městem Modra zůstala až do roku 1876, poté se Modra stala městem, jež řídil magistrát. V letech 1939–1949 byla Modra městem okresním.

## Přírodní poměry
Město se nachází na svazích Malých Karpat, asi třicet kilometrů severovýchodně od Bratislavy a cca 25 km západně od Trnavy, v nadmořské výšce asi 170 metrů. Dělí se na čtyři městské části: Modra, Kráľová, Harmónia a Piesok.
Ve správním území města leží přírodní rezervace Tisové skály.

## Památky

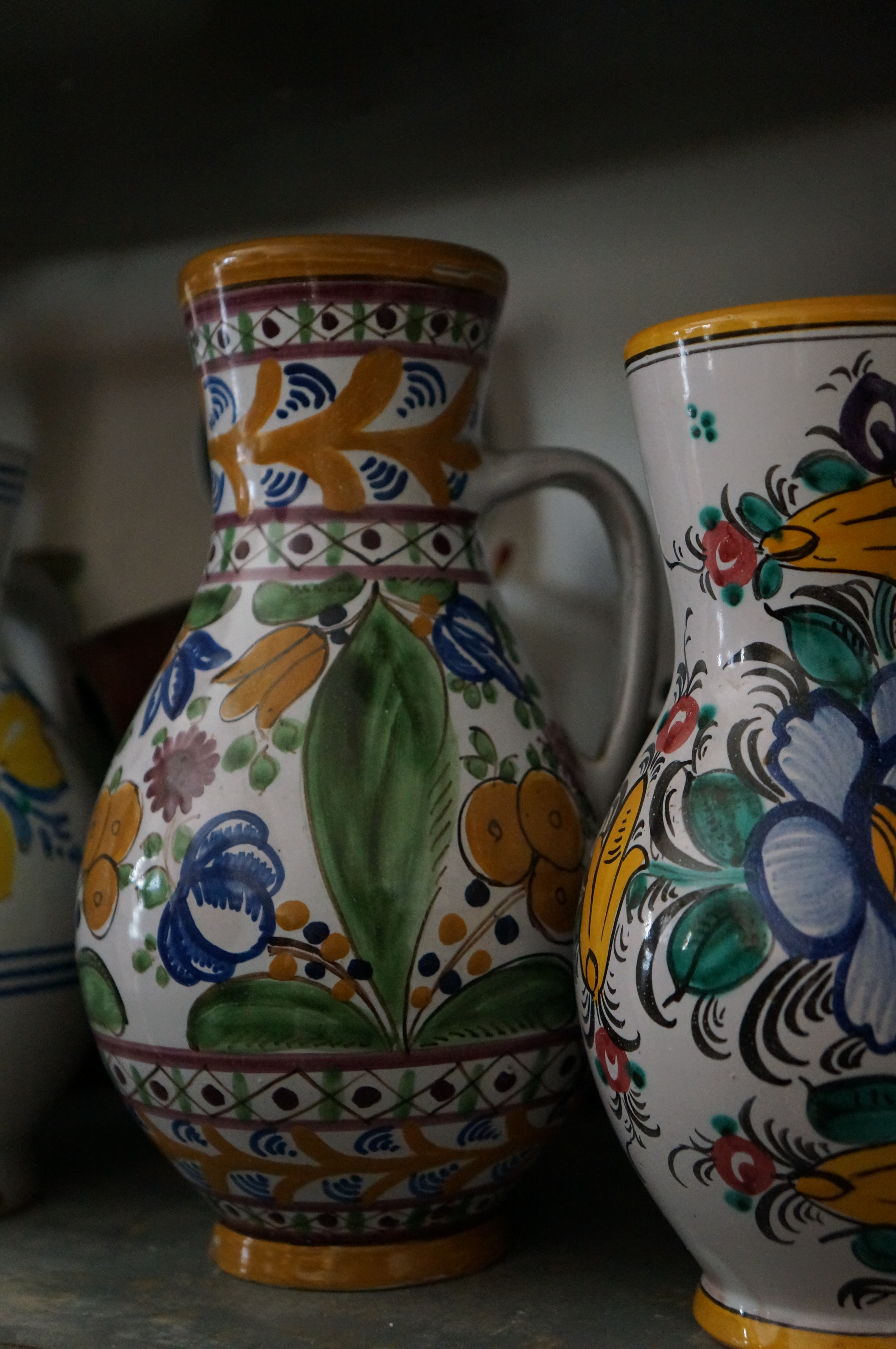
Typická místní keramika

Nejstarší církevní stavbou v Modre je gotický kostel Narození sv. Jana Křtitele budovaný v době od poloviny 14. do 17. století, který se nachází v dolní části náměstí. V jeho střední části stojí římskokatolický kostel sv. Štěpána z roku 1876.
Kaple z roku 1740 je zasvěcena Panně Marii Sněžné, kaple z roku 1873 sv. Michalovi a kaple z roku 1876 sv. Maří Magdaléně.
Na náměstí a v jeho těsné se dochovaly zbytky městských hradeb. Na Vajanského ulici se nachází národní kulturní památka SR – Modranský sirotčinec. 
V roce 1991 bylo historické jádro města prohlášeno za památkovou zónu.

## Osobnosti
- František Pelegrin Hrdina (asi 1793–1866), český hudební skladatel působící na Slovensku
- Eduard Chmelár (* 1971), historik, občanský aktivista
- Ján Kalinčiak (1822–1871), básník
- Patrik Lančarič (* 1972), režisér a pedagog
- Heřman Landsfeld (1899–1986), moravský keramik, přezdívaný Poslední habán, působil ve zdejší keramické dílně.
- Ľudovít Štúr (1815–1856), spisovatel, jazykovědec a politik

## Partnerská města
- Hustopeče, Česko
- Benátky nad Jizerou, Česko
- Overijse, Belgie
- Martres Tolosane, Francie